# Henner Winckler
Henner Winckler (* 8. Juli 1969 in Hünfeld) aufgewachsen in Gießen, ist ein deutscher Filmregisseur und Drehbuchautor der Berliner Schule.
Er studierte Visuelle Kommunikation und Film an der Hochschule für Gestaltung in Offenbach am Main und anschließend an der HfbK Hamburg. 
Seine Filme liefen auf diversen internationalen Festivals, u. a. Berlinale, Locarno, Karlovy Vary und London Film Festival. Von 2004 bis 2010 war er als künstlerischer Mitarbeiter an der Hochschule für Film und Fernsehen Potsdam tätig. Zur Zeit unterrichtet er an der MetFilm School Berlin und lebt in Berlin.
Seine bisherigen Filme ordnet man in die Stilrichtung der Berliner Schule ein.

## Filmografie (Auswahl)
- 1993: Darlings (Kurzfilm)
- 1993: Pool (Kurzfilm)
- 1998: Aprilkinder (Co-Autor)
- 2002: Klassenfahrt
- 2003: Kleine Freiheit (Co-Autor)
- 2006: Lucy
- 2019: Das freiwillige Jahr (Co-Regie)